# Acanthomenexenus maribulla
Acanthomenexenus maribulla är en insektsart som först beskrevs av Günther 1938.  Acanthomenexenus maribulla ingår i släktet Acanthomenexenus och familjen Phasmatidae. Inga underarter finns listade i Catalogue of Life.